# Ефект Оллі
Принцип (ефект) Оллі — закономірність, згідно з якою об'єднання біологічних особин в групи (агрегація) з одного боку посилює конкуренцію між групами за харчові ресурси і життєвий простір, але з іншого — збільшує здатність виживання групи особин в цілому.
При цьому як перенаселеність, так недонаселеність перешкоджають агрегації і можуть служити лімітуючими факторами розвитку.
Найкраще позитивний вплив на виживання об'єднання в групу позначається на тваринах: зграї риб (витримування більш високих токсичних навантажень, велика ефективність в пошуках агрегованої їжі), колоніальні птахи (нездатність розмножуватися при зменшенні колонії птахів нижче деякої межі), суспільні комахи (рій бджіл здатний витримувати температури, від яких окремі особини загинули б) тощо.
Принцип Оллі постулює «… зачатки громадської організації, в різній мірі розвинені у тварин і досягають кульмінації у людини (що, як ми дуже сподіваємося, важливо для виживання!)». З цих позицій «міська агрегація» (з урахуванням, звичайно, специфічних особливостей біологічного і соціального рівнів організації) сприятлива для людини тільки до певних розмірів міста, що ставить на порядок денний питання про визначення оптимальної величини міського поселення (в залежності від величини природно-ресурсного потенціалу території та можливого антропогенного навантаження на неї. Прикладом можуть служити комплексні дослідження еколого-економічної системи Тольятті).
Ефект названо на честь американського зоолога У. К. Оллі (Warder Allee, 1885—1955), який описав його в 1931 році. Оллі був одним з видатних вчених у галузі демекології. Він цікавився питаннями динамічних процесів в популяціях, взаємовідносинами організмів. При цьому встановлені на тваринних популяціях процеси взаємин він застосовував і до людського суспільства.